# Ахлыстино (Благовещенский район)
Ахлы́стино (баш. Ахлыстин) — село в Благовещенском районе Башкортостана, относится к Старонадеждинскому сельсовету.

## История
До декабря 2008 года в составе Быковского сельсовета Благовещенского района Республики Башкортостан.
Административный центр упраздненного в 2008 году Быковского сельсовета.

## Население
| 2002 | 2009 | 2010 |
| ---- | ---- | ---- |
| 351  | ↗366 | ↘344 |

## Географическое положение
Находится на правом берегу реки Уфы.
Расстояние до:
- районного центра (Благовещенск): 46 км,
- ближайшей ж/д станции (Загородная): 43 км.

## Образование
- Основная общеобразовательная школа, филиал Старонадеждинской СОШ.

## Памятники и обелиски
- Обелиск погибшим воинам в годы Великой Отечественной войны 1941—1945 гг., расположен по улице Шоссейной, возле здания СДК.